# Hallie Quinn Brown
Hallie Quinn Brown (10 mars 1849 - 16 septembre 1949) est une enseignante, une écrivaine et une militante américaine.
Originaire de Pittsburgh, en Pennsylvanie, elle déménage, en 1864, avec ses parents, alors qu'elle est encore jeune, dans une ferme près de Chatham, au Canada, puis dans l'Ohio, en 1870. Elle est la fille de deux anciens esclaves.
Elle commence sa carrière en enseignant dans une école de campagne, en Caroline du Sud et, dans un même temps, dans une classe de personnes âgées. Ensuite, elle part dans le Mississippi, où elle reprend la direction d'une école. Elle est employée comme enseignante, à Yazoo City, Mississippi, avant de décrocher un poste d'enseignante à Dayton (Ohio). Elle démissionne, pour des raisons de santé, et voyage ensuite, pour le compte de l'université de Wiberforce, à l'occasion d'une tournée de conférences, et est particulièrement bien accueillie, à l'école normale de Hampton (aujourd'hui l'université de Hampton), en Virginie. Bien qu'élue professeur d'élocution et de littérature, à l'université de Wilberforce, elle décline l'offre afin d'accepter un poste à l'université Tuskegee. En 1886, elle est diplômée de Chautauqua, et en 1887, elle reçoit le diplôme de maîtrise universitaire ès sciences, de son alma mater, Wilberforce, étant la première femme à l'obtenir.

## Jeunesse et formation
Hallie Quinn Brown naît à Pittsburgh, en Pennsylvanie, dans une famille de six enfants,. Ses parents, Frances Jane Scroggins et Thomas Arthur Brown, sont des esclaves libérés. Son frère, Jeremiah, deviendra une personnalité politique dans l'Ohio.
Très tôt, les parents et les frères et sœurs de Brown migrent en Ontario, au Canada. Elle fréquente l'université de Wilberforce et obtient son baccalauréat universitaire en sciences, en 1873. Sa classe compte au total six élèves. L'une de ses camarades de classe est la femme du révérend B. F. Lee, D.D., ancien président de Wilberforce.
En 1868, elle commence un programme d'études à l'université de Wilberforce, dans l'Ohio, dont elle sort diplômée, en 1873, avec un baccalauréat universitaire en sciences.

## Carrière

### Enseignante

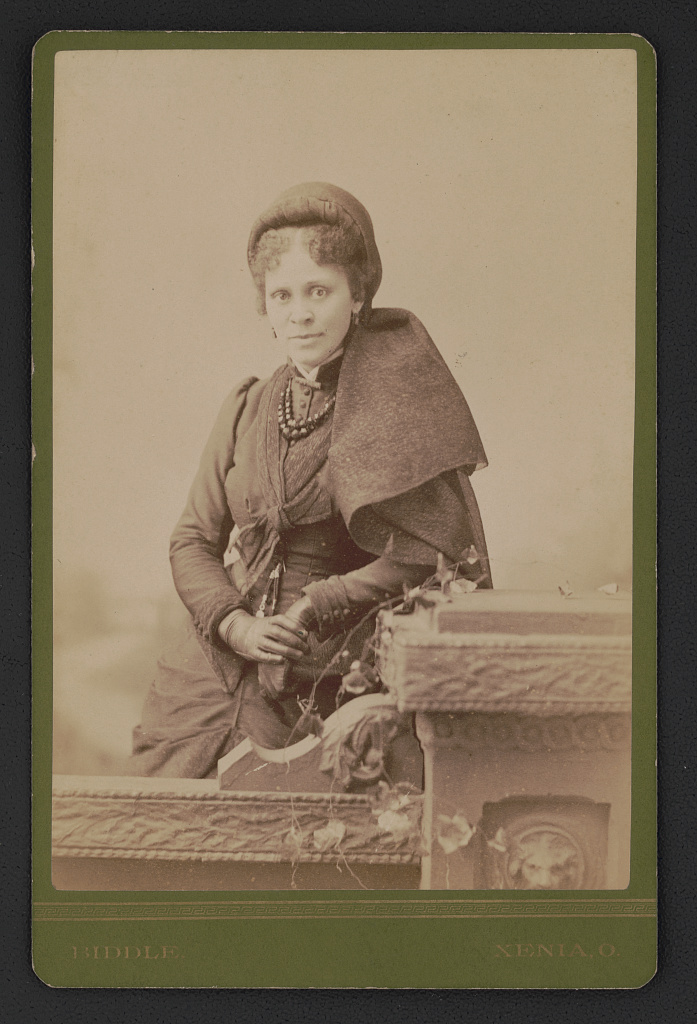
Carte cabinet de Hallie Quinn Brown.

Réalisant qu'un grand champ de travail se trouve dans le Sud, Brown, avec un véritable esprit « missionnaire », quitte son agréable maison et ses amis pour se consacrer au noble travail qu'elle a choisi. Sa première école se trouve sur une plantation en Caroline du Sud où elle endure la vie rude du mieux qu'elle peut, et enseigne à un grand nombre d'enfants des plantations voisines. Elle a également enseigné à une classe de personnes âgées, leur permettant alors de lire la Bible. Elle prend ensuite en charge une école sur la plantation de Sonora, dans le Mississippi, où les gens sont très diminués par l'usage du tabac et du whisky. L'école de sa plantation n'a pas de fenêtres, mais elle est bien ventilée et la pluie y bat très fort. N'ayant pas réussi à obtenir des autorités qu'elles réparent le bâtiment, elle s'assure le concours de deux de ses plus grands élèves. Elle monte une mule, et les deux garçons une autre, et ils se rendent ainsi au moulin à égrener. Ils obtiennent des graines de coton, les mélangent avec de la terre, qui forme un mortier, et de ses propres mains, elle rebouche les trous.
Sa renommée en tant qu'enseignante s'étend et elle exerce à Yazoo City. En raison de la situation instable, en 1874-1875, elle est contrainte de retourner dans le Nord. Le Sud perd ainsi l'un de ses plus précieux missionnaires. Brown enseigne alors à Dayton, dans l'Ohio, pendant quatre ans. En raison de sa mauvaise santé, elle abandonne l'enseignement. On la persuade de voyager pour le comte de alma mater, Wilberforce, et elle commence une tournée de conférences, qui se termine à l'école de Hampton, en Virginie. Après y avoir suivi un cours d'élocution, elle voyage à nouveau, avec beaucoup plus de succès, et reçoit des critiques favorables de la presse.
De 1885 à 1887, elle est la doyenne de l'université Allen (en), à Columbia, en Caroline du Sud  et directrice du Tuskegee Institute, en Alabama, en 1892-1893, sous la direction de Booker T. Washington,. Elle devient professeur, à Wilberforce, en 1893, et donne souvent des conférences sur les questions afro-américaines et la ligue de tempérance, prenant la parole à la conférence internationale de l'Union chrétienne des femmes pour la tempérance, à Londres, en 1895 et elle représente les États-Unis au Congrès international des femmes, à Londres en 1899.

### Élocutionniste

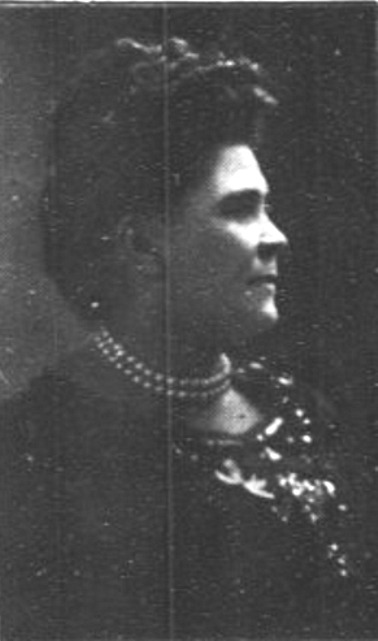
Hallie Brown, prononçant un discours au Poro College en 1920.

Pendant plusieurs années, elle voyagé avec The Wilberforce Grand Concert Company, une organisation au profit du Wilberforce College. Elle lit devant des centaines de spectateurs et des dizaines de milliers de personnes. Elle possède une voix magnétique, semblant avoir un contrôle parfait des muscles de la gorge, et peut varier sa voix avec autant de succès.
En tant que lecteur public, Brown enthousiasme son public. Dans ses sélections humoristiques, elle provoque souvent des « vagues de rires » ; dans ses parties pathétiques, elle émeut souvent son public jusqu'aux larmes.

### Réformatrice et militante
En 1893, Hallie Quinn Brown présente un exposé au congrès mondial des femmes représentatives à Chicago. Outre Brown, quatre autres femmes afro-américaines sont présentes à cette conférence : Anna Julia Cooper, Fannie Barrier Williams, Fanny Jackson Coppin et Sarah Jane Woodson Early.
Hallie Quinn Brown est l'une des fondatrices de la Colored Woman's League de Washington, D.C., qui fusionne, en 1894, avec la National Association of Colored Women.
Elle est présidente de la Fédération des clubs de femmes de couleur, de l'État de l'Ohio, de 1905 à 1912, et de l'Association nationale des femmes de couleur, de 1920 à 1924. Elle prend la parole à la Convention nationale républicaine, en 1924, et dirige ensuite la campagne des femmes afro-américaines pour le président Calvin Coolidge. Brown est intronisée en tant que membre honoraire du Delta Sigma Theta.

## Vie privée
Elle est une membre éminente de l'église A.M.E., membre des King's Daughters, de la Human Rights League et de l'Isabella Association.
Hallie Quinn Brown décède le 16 septembre 1949 à Wilberforce dans l'Ohio et elle est enterrée au cimetière de Massies Creek à Cedarville (Ohio).
Sa biographie, Hallie Quinn Brown, Black Woman Elocutionist, 1845(?)-1949, est publiée par Annjennette Sophie, en 1975.

## Œuvres (sélection)
- Bits and Odds: A Choice Selection of Recitations (1880)
- First Lessons in Public Speaking (1920)
- Homespun Heroines and Other Women of Distinction, avec une présentation de Josephine Turpin Washington (1926)

### Source de la traduction
- (en) Cet article est partiellement ou en totalité issu de l’article de Wikipédia en anglais intitulé « Hallie Quinn Brown » (voir la liste des auteurs).